# Theodore S. Fay

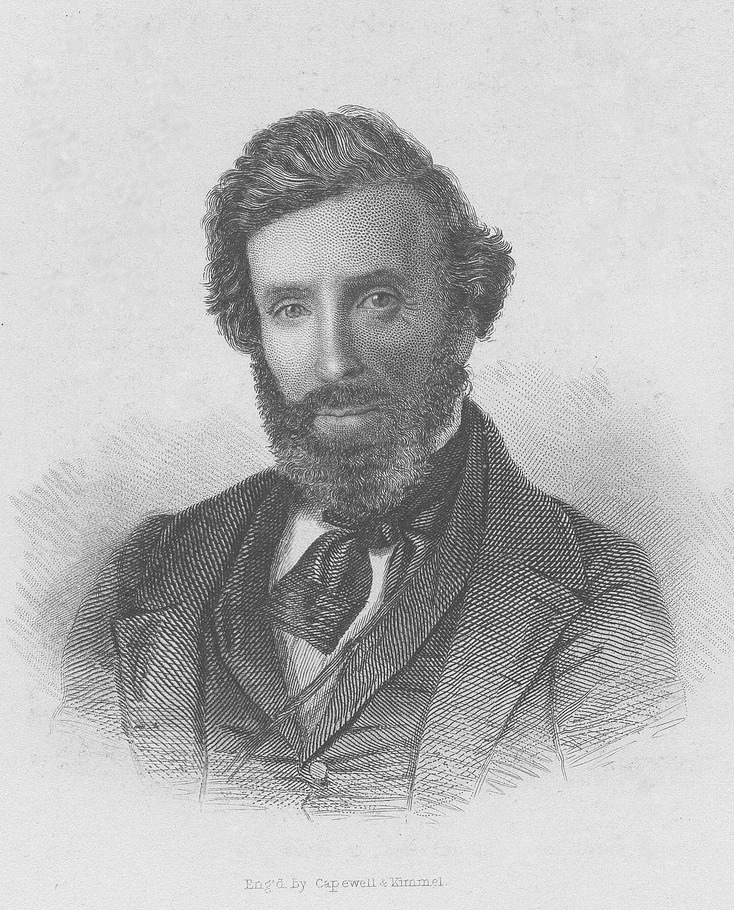
Theodore S. Fay

Theodore Sedgwick Fay (* 10. Februar 1807 in New York City; † 24. November 1898 in Berlin-Schöneberg) war ein US-amerikanischer Schriftsteller und Diplomat.

## Leben und Werk
Fay war der Sohn des Anwalts Joseph Dewey Fay und dessen Frau Caroline Broome. Obwohl er in die Fußstapfen seines Vaters treten sollte und bereits 1828 sein Staatsexamen erfolgreich abgelegt hatte, ging Fay einer literarischen Karriere nach und wurde mit Nathaniel Parker Willis und George Pope Morris einer der Herausgeber des New-York Mirror. 1832 und 1833 erschienen seine ersten Bücher, Dreams and Reveries of a Quiet Man, eine Sammlung seiner Artikel, und The Minute Book, ein Bericht über seine Reisen in Europa. Es folgte 1835 sein erster Roman, Norman Leslie: A Tale of the Present Times. Er basiert auf einem real vorgefallenen Gerichtsprozess, bei dem die beiden Gründerväter Alexander Hamilton und Aaron Burr als Strafverteidiger dienten. Die enthusiastischen Kritiken von Freunden Fays wie Nathaniel Parker Willis und Evert Augustus Duyckinck trugen zum großen Erfolg der Erzählung bei, die von Louisa Medina für das Theater adaptiert wurde. Hingegen schrieb Edgar Allan Poe für den Southern Literary Messenger einen Verriss: Der Charakter des Norman Leslie sei „ein großer Geck und ein großer Narr“ (englisch a great coxcomb and a great fool) und Fays Stil „eines Schuljungen unwürdig“ (englisch unworthy of a school-boy); der Autor müsse seine eigene Muttersprache verlernt haben. Einige Zeitschriften verspotteten daraufhin die literarischen Misserfolge Poes, dessen Manuskripte von verschiedenen Verlegern abgelehnt worden waren. Der langanhaltende Papierkrieg, der folgen sollte, half dem heute weltberühmten Poe, sich in der literarischen Szene Amerikas zu etablieren.
Fay diente 1837 als Sekretär in der Botschaft im Vereinigten Königreich. Den gleichen Posten hatte er von 1837 bis 1853 in der Botschaft im Königreich Preußen inne. Der Höhepunkt seiner Karriere im Foreign Service war von 1853 bis 1861 sein Dienst als erster Ministerresident der Vereinigten Staaten in der Schweiz. Dort beschäftigte er sich verstärkt mit dem Antisemitismus, den amerikanische Juden in der Eidgenossenschaft erfuhren. Im 1859 auf Englisch, Deutsch und Französisch erschienenen Memorandum on the Admission of the Jews of North America to Swiss Settlement attackierte er den Antisemitismus als auf Vorurteilen begründet und unsinnig. Dass die Schweiz ihre jüdische Bevölkerung noch nicht emanzipiert hätte, ließe sich auf das schweizerische Misstrauen gegenüber Veränderungen aus dem Ausland zurückführen. Sein Pamphlet wurde positiv aufgenommen, sorgte allerdings für keine unmittelbaren Reformen. Erst in den 1860ern wurden die antijüdischen Gesetze der Schweiz aufgehoben. Auch als Diplomat setzte Fay seine Arbeit als Schriftsteller fort und veröffentlichte eine Reihe von Romanen und Narrativen Gedichten, die teilweise der Schauerliteratur zugeschrieben werden können. Er sprach sich in diesen gegen das damals noch weit verbreitete Duell aus. Mit dem Ende seiner diplomatischen Tätigkeit in der Schweiz verließ Fay das Foreign Service und kehrte nach Berlin zurück, wo er seinen Ruhestand verbrachte. Er veröffentlichte das auf Deutsch verfasste Buch Die Sklavenmacht, in der er die Kriegsziele der Konföderierten im Amerikanischen Bürgerkrieg darlegte. In weiteren Werken befasste er sich mit der Geografie und der deutschen Zeitgeschichte. Er verstarb 1898 in Berlin.